# Memorial para Lesvy y las Víctimas de Feminicidio
El Memorial para Lesvy y las Víctimas de Feminicidio es un monumento colaborativo virtual y físico dedicado a la memoria del Feminicidio de Lesvy Berlín Rivera Osorio creado por la artista y activista Cerrucha. Fue inaugurado el 25 de noviembre de 2019 dentro de las instalaciones de la Procuraduría General de Justicia (PGJ) de la Ciudad de México. Un memorial que busca concientizar sobre la violencia feminicida en una instancia pública reconociendo las fallas de la institución en las denuncias de feminicidio.

## Antecedentes
El 3 de mayo de 2017 Lesvy Berlín Rivera Osorio fue asesinada por Jorge Luis González Hernández en el campus de la Universidad Nacional Autónoma de México, en la Ciudad de México. Las primeras investigaciones y peritajes tras el feminicidio señalaron como causa de muerte el suicidio, lo que provocó manifestaciones y protestas en búsqueda de justicia. 
En mayo de 2019 la Procuraduría de la Ciudad de México ofreció una disculpa pública a la familia de Lesvy Berlín por las fallas en el proceso de investigación y violaciones a los derechos humanos en el caso dos años después del feminicidio. Araceli Osorio, madre de Lesvy declaró que ella y su familia pedirían al gobierno local la construcción de un memorial para Lesvy con el propósito de que el caso fuera recordado y casos como el suyo no se repitieran. Desde 2018 la Comisión de Derechos Humanos de la Ciudad de México emitió 18 recomendaciones por las violaciones a derechos cometidas por la Fiscalía General de Justicia, el Tribunal Superior de Justicia y la Secretaría de Seguridad Pública. Entre las recomendaciones se impulsaba la creación de una jornada cultural para dignificar la memoria de Lesvy, recomendación que fue incluida para la creación del memorial.
En julio de 2019 se lanzó una convocatoria desde el sitio oficial de la PGJ a artistas mujeres a presentar propuestas para erigir el Memorial para Lesvy y las víctimas de violencia feminicida en la Ciudad de México con el objetivo de promover el respeto al derecho de las mujeres a una vida sin violencia. La convocatoria destacó que "el memorial no sólo recordará el feminicidio de Lesvy, sino será un espacio creado para ayudar a la ciudadanía, a las organizaciones de la sociedad civil y al Gobierno de la Ciudad de México a entender mejor las causas de fondo del feminicidio, expresar su naturaleza e intensidad, y proponer vías de acción para atender este problema con miras a resolverlo". 
La selección final fue realizada por un jurado conformado por la familia de Lesvy, las artistas Lorena Wolffer, Mónica Mayer, y los activistas Sergio Beltrán García, Lucía Núñez, y María de la Luz Estrada, quienes escogieron como proyecto ganador el de Cerrucha.

## Inauguración
El 25 de noviembre de 2019 se realizó la inauguración oficial del memorial en la recepción de la Procuraduría General de Justicia de la Ciudad de México en el marco de la conmemoración del Día Internacional de la Eliminación de la Violencia de Género. Estuvieron presentes la procuradora Ernestina Godoy, así como familiares de Lesvy Rivera, activistas y artistas. 
Durante la inauguración se proyectaron sobre el memorial diversos testimonios que expresaban la falta de sensibilidad y apoyo de los servidores públicos durante las investigaciones de feminicidio y violencia contra la mujer, con el propósito de incentivar y sensibilizar a los trabajadores de la procuraduría.

## Descripción
La estructura central del memorial es de metal forrada con tablones de madera cuyo panel central contiene un círculo donde se leen las frases “Por una vida libre de violencia para las mujeres”, “Ahora caminamos juntas”, “No estamos todas, nos faltan ellas”, “Verdad y justicia, fuerza y memoria”, “Vivas y libres nos queremos”, y “Ni una menos”. Al centro de la circunferencia hay una canica, la que se presiona para iluminar las frases con luz morada y grabar el testimonio de las personas que visitan el memorial. La artista Cerrucha mencionó que la canica simboliza la energía de Lesvy y el círculo la energía que se expande, además de haber sido el juguete favorito de Lesvy y el morado su color favorito. En su exterior, la estructura está cubierta por tres secciones de tela blanca que funcionan como pantallas para proyectar los textos de los testimonios de las víctimas con la intención de promover la reflexión de quienes visitan y trabajan en la procuraduría. 
El memorial es una plataforma interactiva que recolecta mediante audios y textos la memoria de las mujeres víctimas de feminicidio y la voz de los familiares en búsqueda de justicia. Cuenta con bocinas que reproducen interrumpidamente los testimonios grabados y también con una página de internet donde pueden depositarse testimonios que deseen ser expuestos en el memorial.